# فونگمد گه‌وو (بوتان)
فونگمد گه‌وو (به لاتین: Phongmed Gewog) یک منطقهٔ مسکونی در بوتان (کشور) است که در ناحیه تراشیگانگ واقع شده‌است.